# Pachycereus pringlei
Pachycereus pringlei (S.Watson) Britton & Rose è una pianta succulenta della famiglia delle Cactaceae, originaria del Messico nord occidentale, negli stati della Bassa California, Bassa California del Sud e Sonora.
Insieme a Carnegiea gigantea è uno dei cactus più alti del mondo.

## Galleria d'immagini

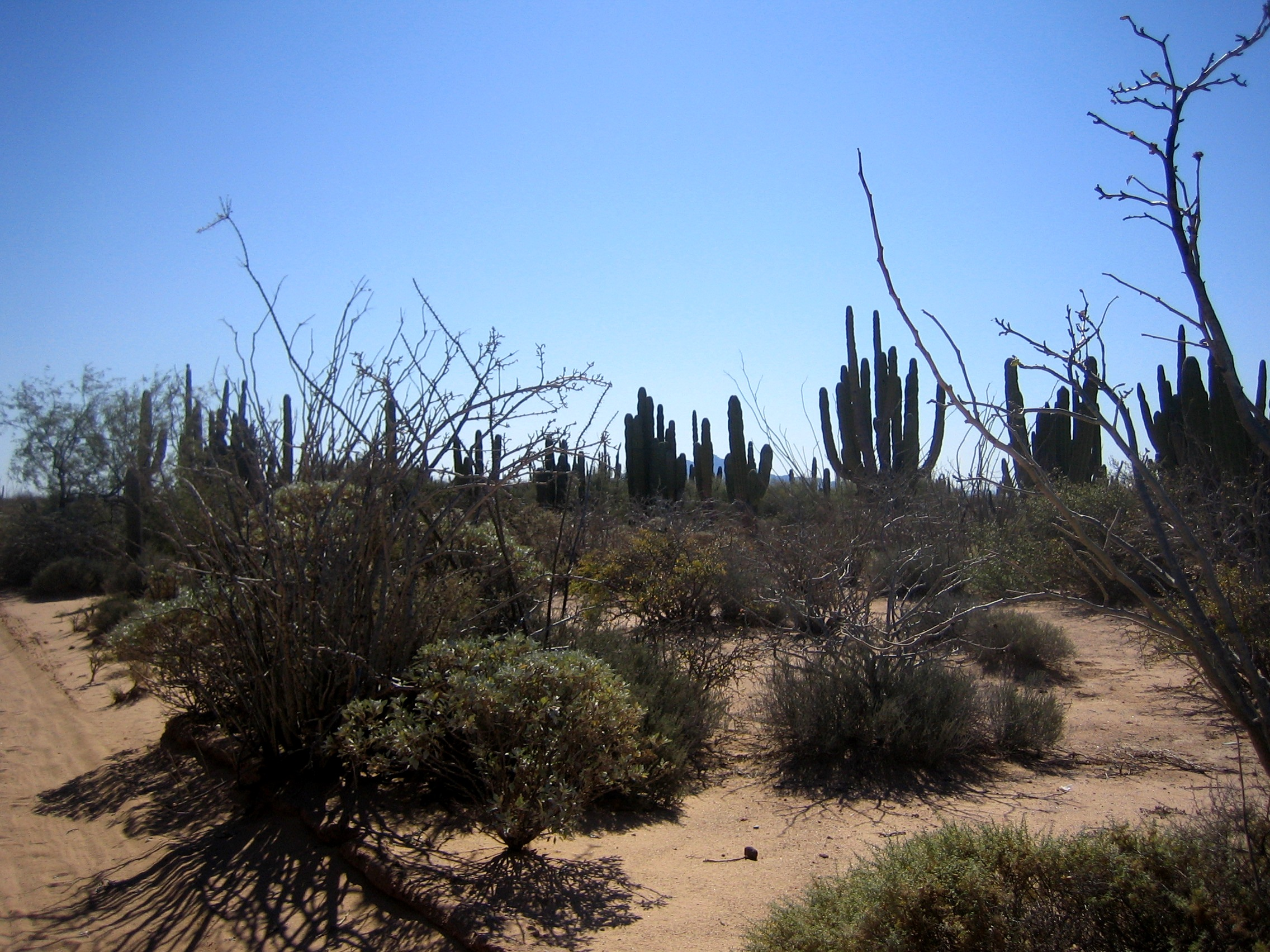
Campo di P. pringlei
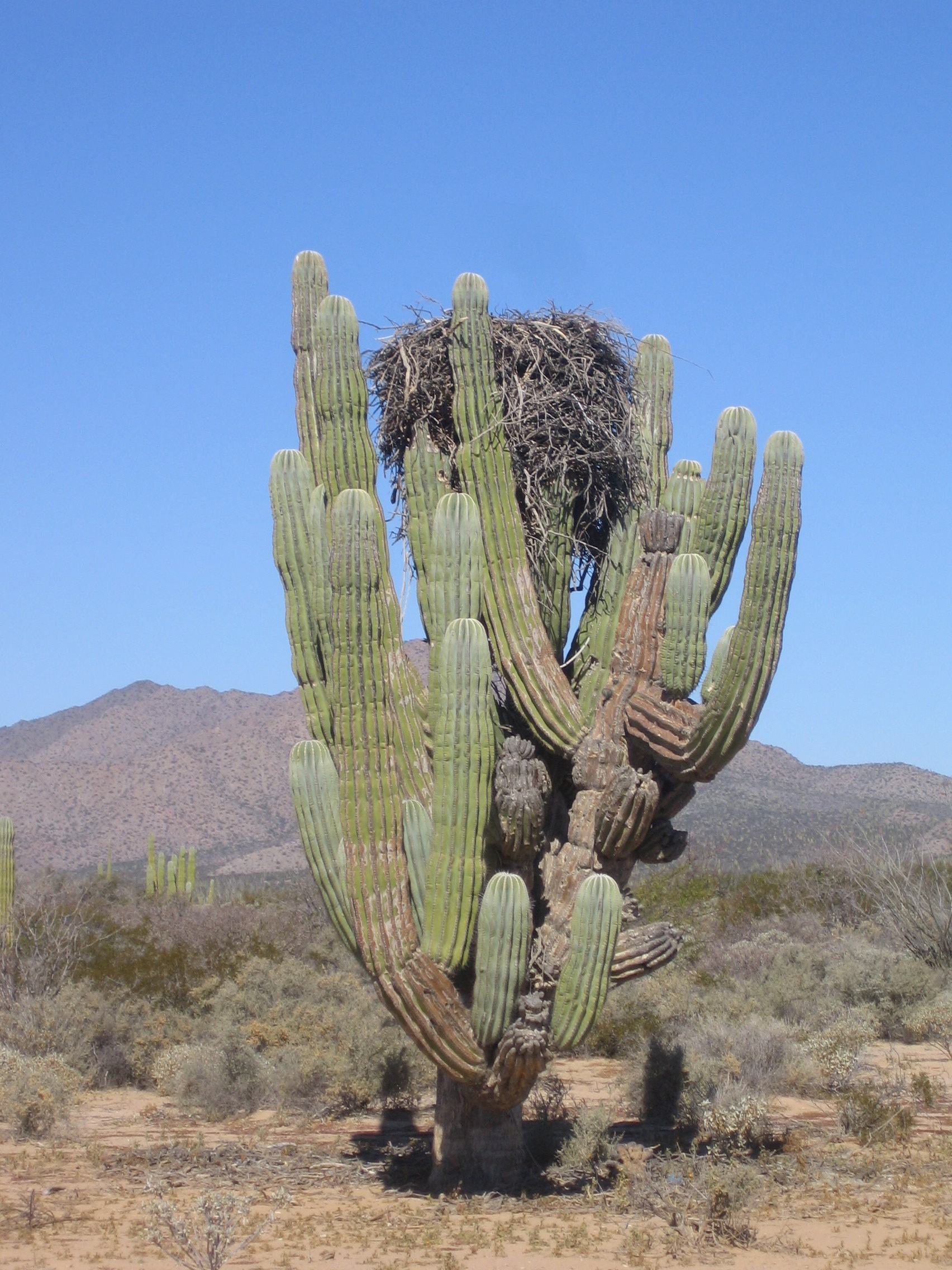
P. pringlei con un nido di Falco pescatore
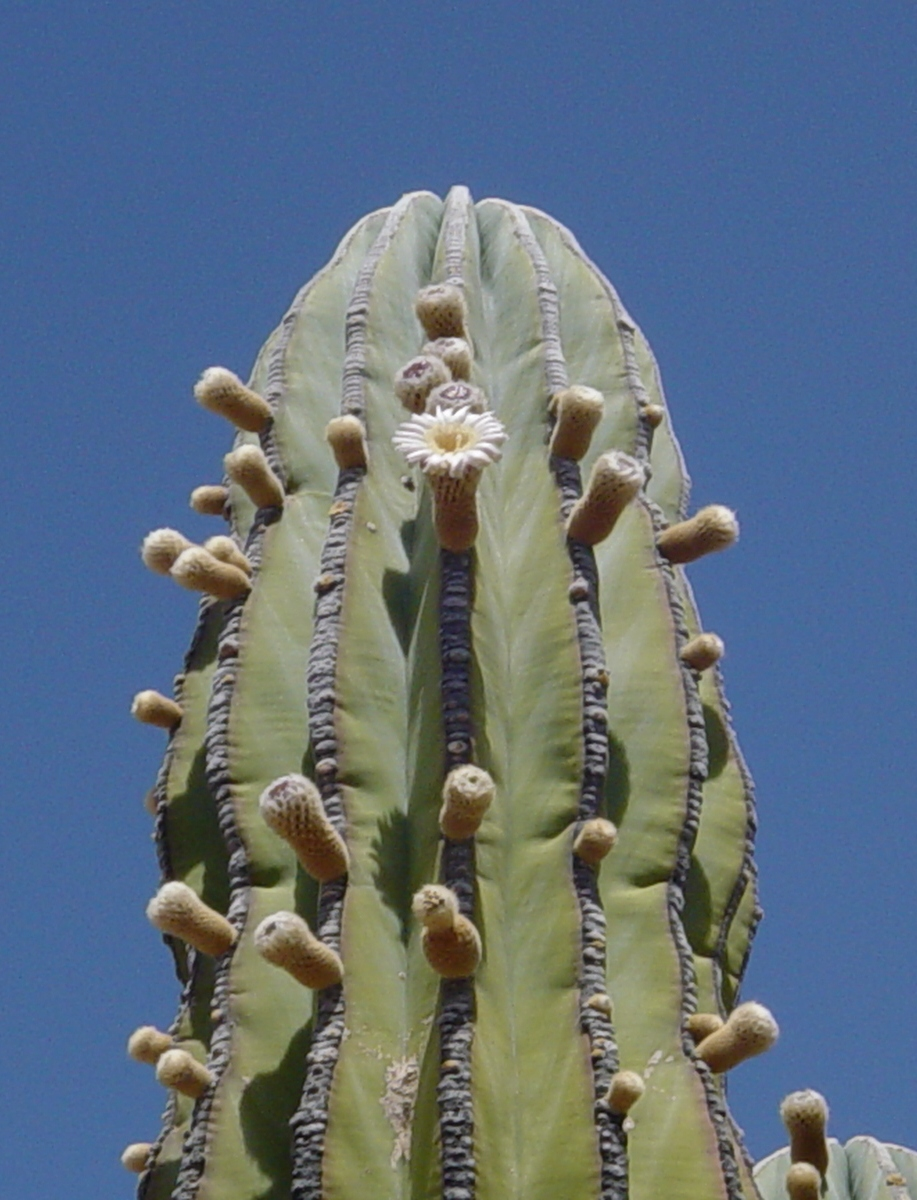
P. pringlei con gemme floreali
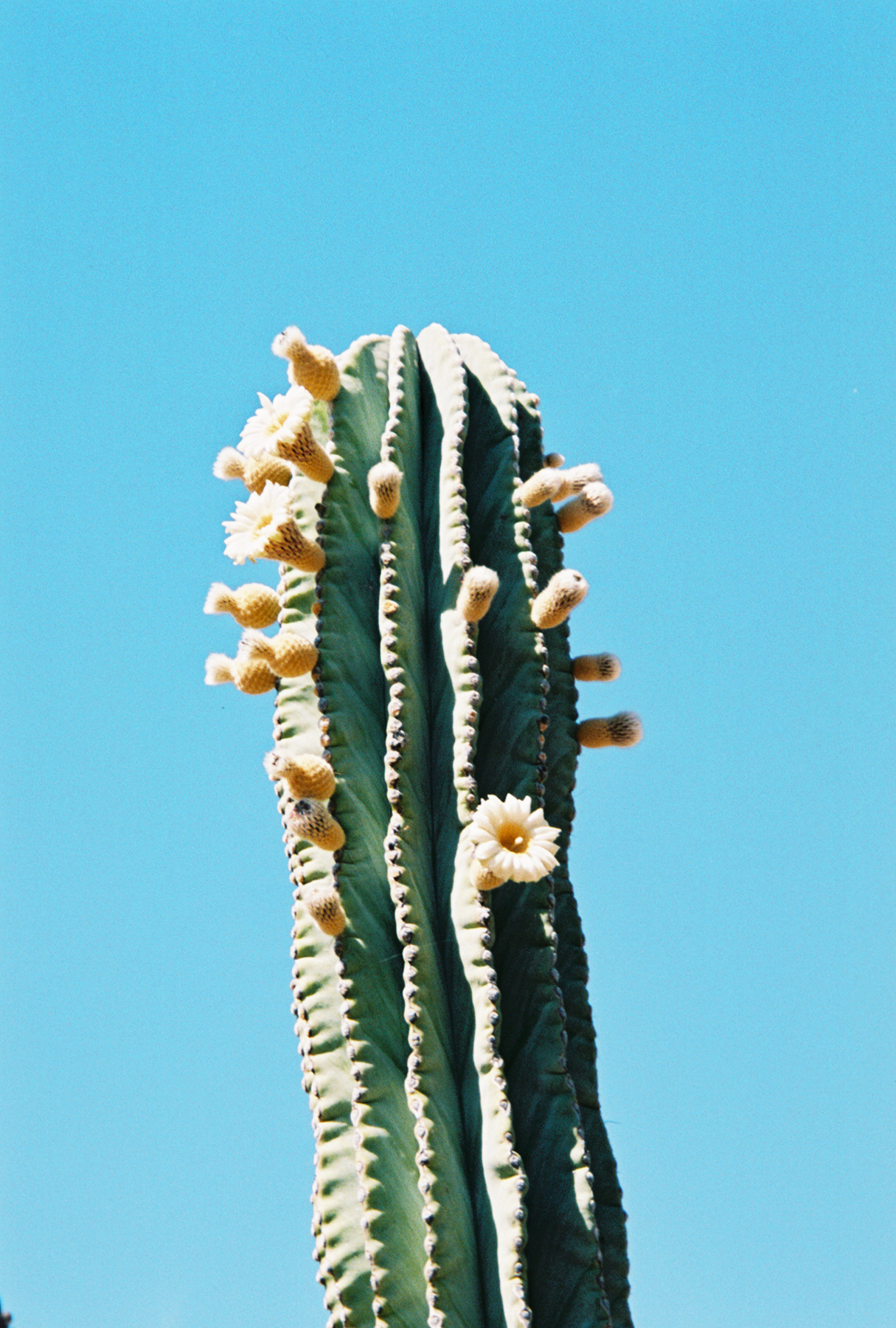
P. pringlei in fiore